# Kent Broadhurst
Pour les articles homonymes, voir Broadhurst.
Kent Broadhurst, né le 4 février 1940 à Saint-Louis, Missouri est un acteur, scénariste et peintre américain.
Diplômé de l'Université du Nebraska en 1962, il fait partie de la Dramatists Guild of America (en).

## Filmographie partielle

### Cinéma
- 1980 : Brubaker de Stuart Rosenberg
- 1982 : Le Verdict de Sidney Lumet
- 1983 : Lovesick
- 1985 : Peur bleue
- 1993 : La Part des ténèbres
- 1996 : Un divan à New York

### Télévision
- 1993 : New York, police judiciaire (saison 4, épisode 2) : Dr. Creighton
- 1996 : New York, police judiciaire (saison 6, épisode 12) : Harry Kingston
- 1997 : New York, police judiciaire (saison 8, épisode 7) : Harry Stokey
- 2000 : New York, unité spéciale (saison 1, épisode 21) : Lawrence Holt
- 2002 : New York, police judiciaire (saison 12, épisode 11) : Mansfield
- Person of Interest (saison 1)
- 2001 : Wild Iris (scénario)